# Cyclatemnus minor
Cyclatemnus minor är en spindeldjursart som beskrevs av Beier 1944. Cyclatemnus minor ingår i släktet Cyclatemnus och familjen Atemnidae. Inga underarter finns listade i Catalogue of Life.